# Черемховка
Черемховка — упразднённый посёлок в Суетском районе Алтайского края России. Располагался на территории современного Верх-Суетского сельсовета. Упразднен в 1945 г.

## География
Располагался в 3,5 км к северу от посёлка Октябрьский в логу Черемухов.

## История
Основан в 1911 году.
В 1926 году — административный центр Черемуховского сельсовета Знаменского района Славгородского округа Сибирского края.

## Население
В 1926 году в посёлке проживало 243 человека (131 мужчина и 112 женщины), основное население — русские

## Инфраструктура
Личное подсобное хозяйство с зоной сельскохозяйственного использования, индивидуальная застройка усадебного типа. В 1928 г. посёлок Черемухово состоял из 41 хозяйств.